# رازیانه
رازیانه یا بادیانه یا بادیان (نام علمی: Foeniculum vulgare) گیاهی است گلدار از راسته کرفس‌سانان (Apiales)، از تیره چتریان (Apiaceae) از سرده رازیانه‌ها (Foeniculum). این گیاه بومی سواحل دریای مدیترانه است ولی به مرور زمان در سرتاسر دنیا پخش شده است به خصوص در خاک های خشک نزدیک سواحل دریا ها و رودخانه ها.

## درمورد رازیانه
رازیانه در زمره گیاهان ادویه‌ای است که قدمت استفاده از آن به دوران رم باستان برمی‌گردد. رازیانه را به دو شکل خام و پخته مصرف می‌کنند و به‌خاطر داشتن سدیم، کربوهیدرات، فیبر، پروتئین، ویتامین A، نیاسین و غیره خواص درمانی زیادی دارد و در طب سنتی برای درمان بیماری‌های مختلفی به‌کار می‌رود.

## تولید
در سال ۲۰۱۴، هند ۶۰٪ از تولید جهانی رازیانه را تولید کرد و چین و بلغارستان به عنوان تولیدکنندگان دوم و سوم پیشرو بودند.
| کشور        | تولید (تن) |
| ----------- | ---------- |
| هند         | ۵۸۴٫۰۰۰    |
| چین         | ۴۸٫۰۰۲     |
| بلغارستان   | ۳۶٫۵۰۰     |
| ایران       | ۳۲٫۷۷۱     |
| مکزیک       | ۲۹٫۲۵۱     |
| سوریه       | ۲۷٫۶۶۸     |
| سایر کشورها | ۹۷۰٫۴۰۴    |

## نگارخانه

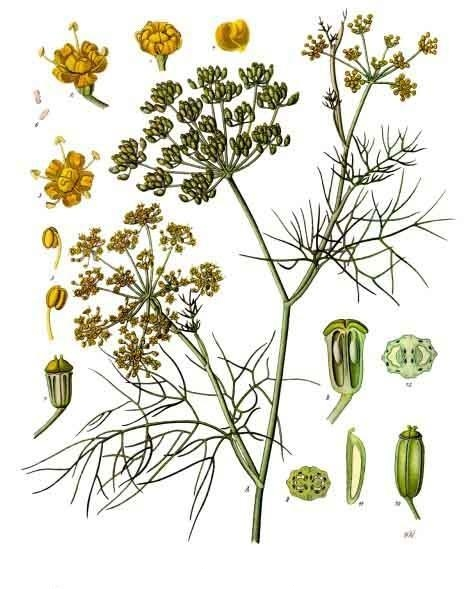
رازیانه، از کتاب گیاهان درمانی کوهلر (۱۸۸۷)
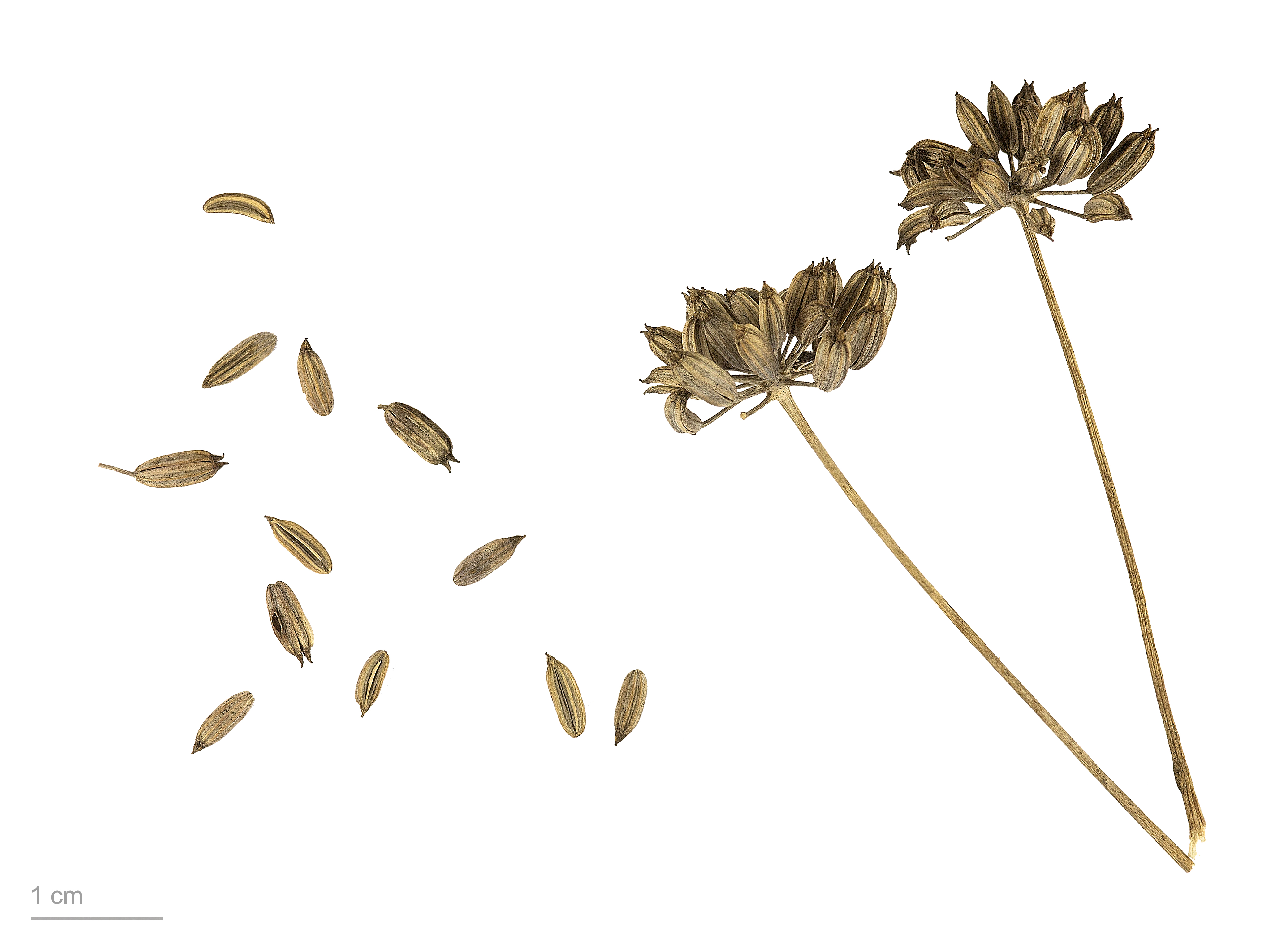
رازیانه
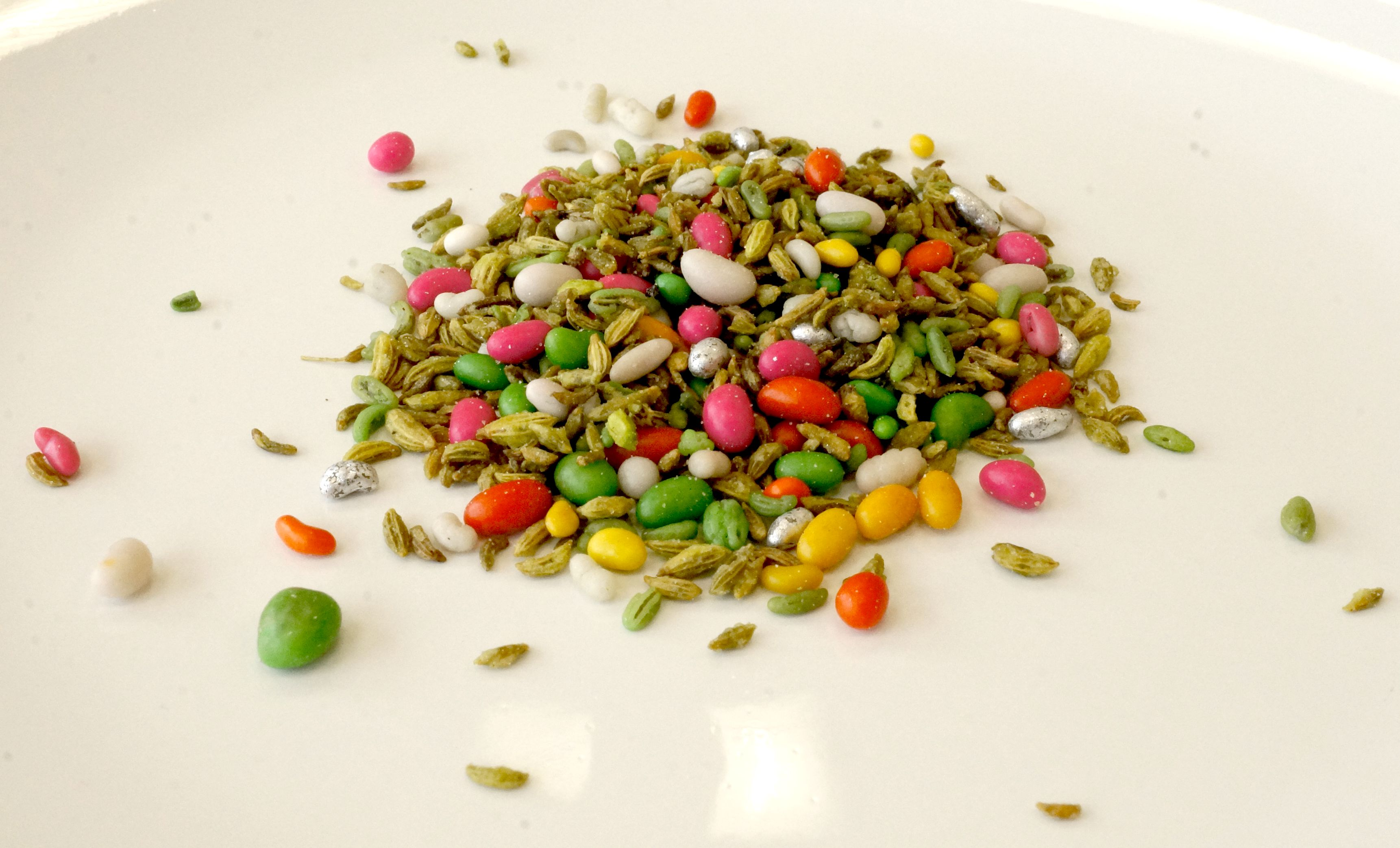
دانه‌های رازیانه با روکش شکر و بدون روکش به عنوان خوشبو کننده دهان
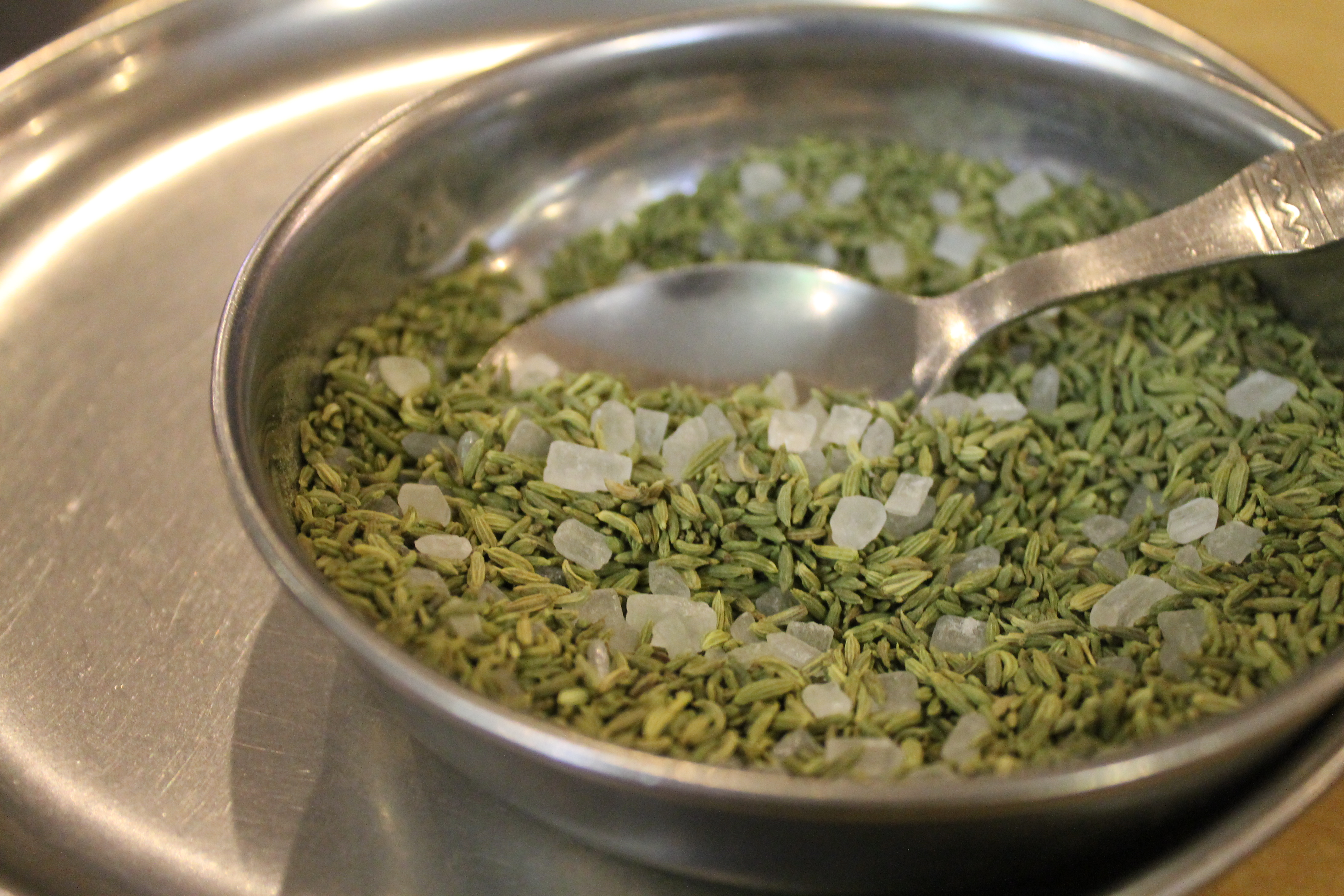
موخوا هندی (خوشبو کننده دهان) از دانه‌های رازیانه و شکر سنگی ساخته شده است
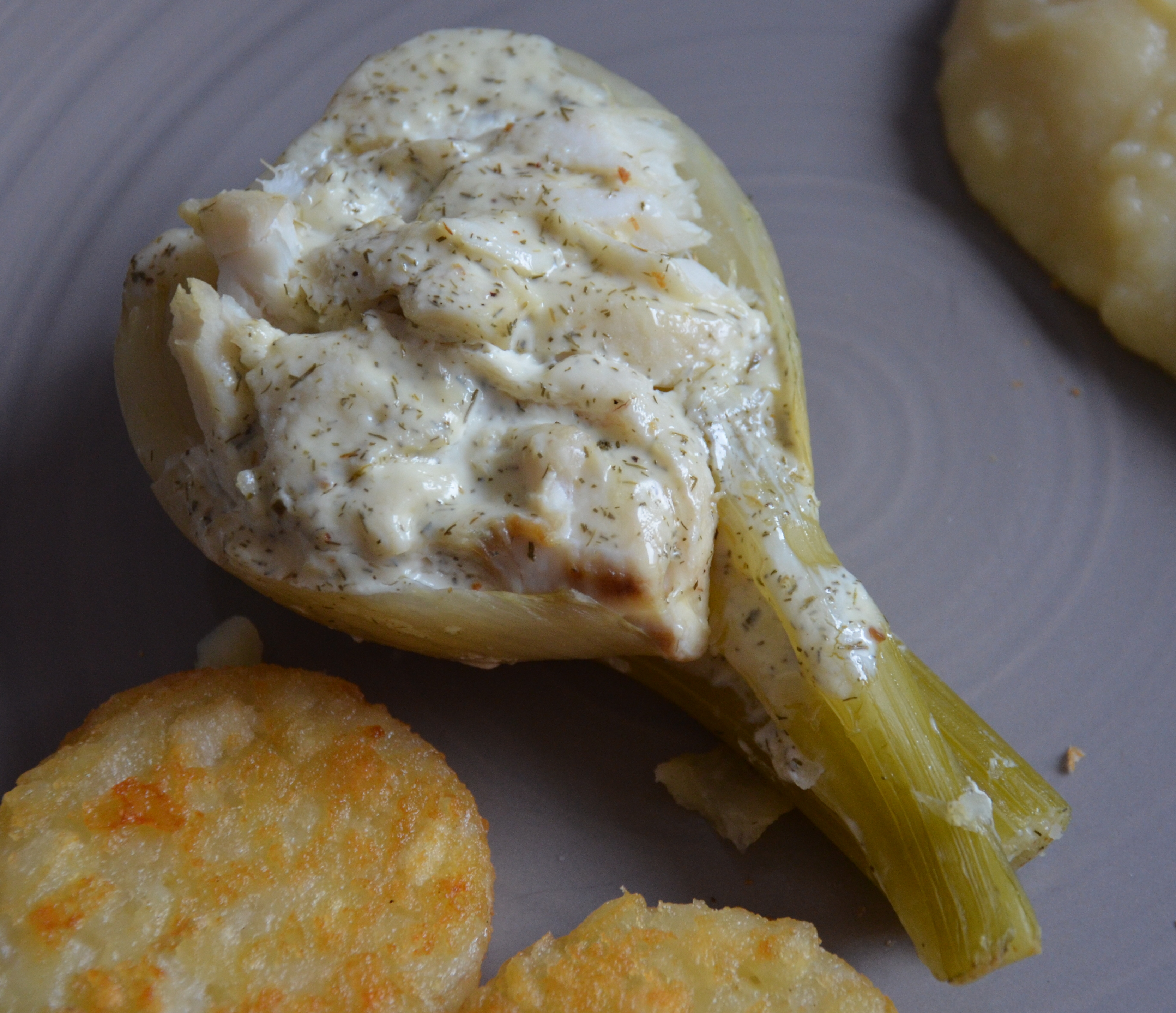
رازیانه پخته فرانسوی پر شده با خامه ماهی و شوید
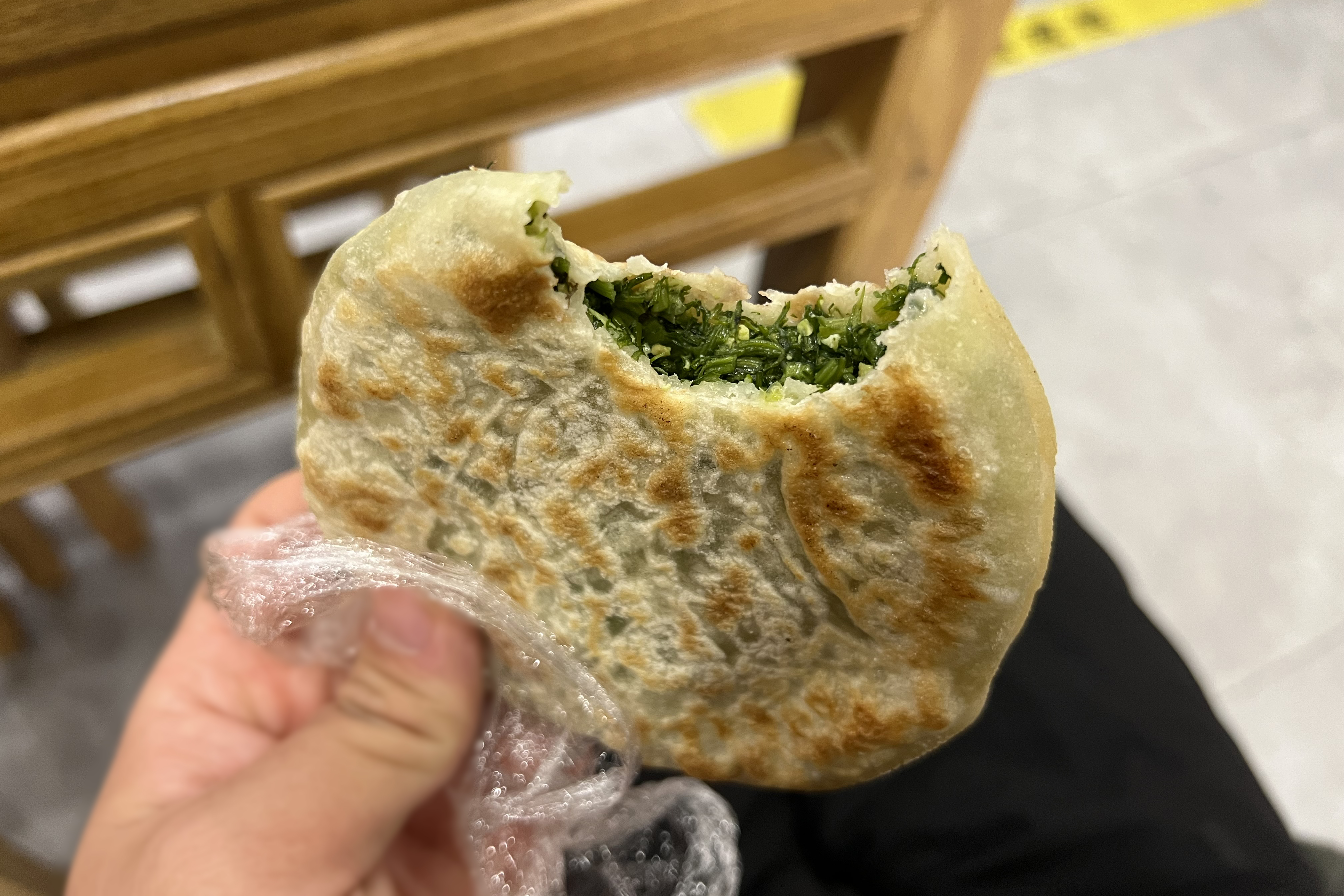
نان چینی با پودر رازیانه